# Huella digital
La huella digital es un tipo de mecanismo para defender los derechos de autor y combatir la copia no autorizada de contenidos. Consiste en introducir una serie de bits imperceptibles sobre un producto de soporte electrónico (CD-ROM, DVD,...) de forma que se puedan detectar las copias ilegales o no autorizadas. En algunos países hispanohablantes tiene como sinónimo el término huella dactilar.

## Tipos de seguridad
En los últimos 20 años, debido al uso de Internet, y sobre todo mediante programas P2P, ha sucedido que millones de usuarios han usado la red con el fin de compartir copias no autorizadas de contenidos, lo que está protegido por la ley. Era el caso de que material bajo copyright o derechos de autor se intercambiase aunque no hubiese ánimo de lucro. Cuando nos encontramos en este caso surgen dos posibilidades para impedirlo: la protección a priori y la protección a posteriori. La primera consiste en impedir que el cliente (comprador) pueda realizar una copia del material, mientras que la segunda consiste en detectar dichas copias.
Dentro de la comunidad científica hay quien cree que la protección a priori, a la larga, es vulnerable ya que se puede dar con el algoritmo de protección y por tanto anularlo, de forma que en los últimos años se ha empezado a pensar en la protección a posteriori como una herramienta eficiente para combatir la piratería. Ésta consiste en insertar un conjunto de bits (marca de agua digital) en los contenidos del producto de soporte electrónico que se quiere proteger sin que esto se note en el resultado final. Si dichas marcas contienen información del comprador, esto nos permite identificarlo y por tanto detectar el responsable de la copia ilegal. Cuando nos encontramos en este caso hablamos de huella digital (fingerprinting).

## Evolución histórica
Las posibilidades de usar el mecanismo de huella digital se clasifican en tres grupos que han aparecido a lo largo del tiempo: simétrica, asimétrica y anónima.
- Simétrica: este es el concepto clásico de huella digital propuesto por N. R. Wagner en un artículo en 1983. Consiste en que solo el vendedor interviene en el proceso de marcado con el fin de identificar al comprador a partir de la copia marcada. Este método tiene el inconveniente que deja al comprador desprotegido, ya que puede ser acusado injustamente de distribución ilegal si el vendedor da una copia a otro comprador con la misma marca.

- Asimétrica: en el proceso del marcado intervienen tanto el comprador como el vendedor para evitar el fraude antes mencionado. En este caso el vendedor puede identificar al comprador a partir de la marca incrustada pero no la puede generar sin él. El problema de este método es que el vendedor conoce la identidad del comprador con lo que se vulnera el anonimato de este. Para poder resolver este problema surge el mecanismo de huella digital anónima.

- Anónima: en este caso en el proceso de marcado ha intervenido una tercera parte de confianza que conozca realmente la identidad del comprador o vendedor. De esta forma el vendedor desconoce tanto la marca como la identidad del comprador, pero es capaz de identificarlo en caso de redistribución ilegal.

## Consideraciones
- Al usar técnicas de marcas de agua se ha de tener en cuenta que tanto la posición donde insertar la marca como el algoritmo usado para hacerlo dependerán del tipo de fichero que se quiere proteger (vídeo, audio, imagen, software, etc.).
- También se ha de tener en cuenta que el producto no ha de sufrir la inclusión de la marca, pero ésta debe ser suficientemente robusta como para mantenerse en caso de una futura modificación, como por ejemplo, si se marca una fotografía, al editarla cambiando el contraste o la saturación, la marca debe mantenerse invariable.
- Finalmente se han de prevenir posibles ataques confabuladores entre varios compradores que, comparando sus copias bit a bit, puedan llegar a generar una nueva marca a partir de las que ellos tienen. De esta forma un buen esquema de huella digital debe disponer de que sea capaz, en un tiempo razonable, de identificar estos confabuladores.

## Audio Fingerprinting
Es una tecnología, o técnica, para la identificación de contenido basada en una única y compacta firma derivada de los aspectos relevantes de una grabación de audio. Mediante el uso de un algoritmo especial, las energías de una pieza de sonido se transforman en un código exclusivo para esa pieza, así como ocurre con las huellas dactilares para cada ser humano. 
Dentro de las características que identifica el proceso de fingerprinting están:
- Energía.
- Loudness.
- Centroide Espectral.
- Rata de cruces por cero.
- Pitch.
- Armónicos.
- Spectral flatness.
- Mel-Frequency Cepstral Coefficients o MFCC.

Las Tecnologías de Audio Fingerprinting, Tecnologías Basadas en Identificación (CBID, por sus siglas en inglés) o los Sistemas de Reconocimiento Automático de Música (Automatic Music Recognition Systems), extraen estas características acústicas, que son las más relevantes de una señal de audio, y las almacena en una base de datos. Estas técnicas permiten que una canción sin identificación, sea analizada para extraer estas características, las compare con las características almacenadas en una base de datos, y se logre una plena identificación de la pieza de audio. 
El término "fingerprinting" ha sido considerado por muchos años como un caso especial de "watermarking" (consistiendo en usar "watermarking" únicamente en las copias legales de una grabación). Sin embargo, el mismo término se ha usado para las técnicas que asocian una señal de audio a una secuencia numérica mucho más corta (la huella o "fingerprint"), y usa esta secuencia para identificar la señal de audio. 
Comparada con Watermarking esta técnica es menos vulnerable a ataques y distorsiones, pues al modificar o distorsionar una Fingerprinting original se alteraría la calidad del sonido de la señal. Esto sucede porque las características que extrae el proceso de fingerprinting son componentes propios más relevantes y perceptibles de la pieza de audio. 
Entre las áreas de aplicaciones se encuentran IA, Procesamiento de señales, Bases de datos, Information Retrieval, Reconocimiento de patrones, y Monitoreo de extractos de audio reproducidos por radiodifusión (broadcasters) y webcasters para control de derechos de autor.

## Productos comerciales existentes

### Monitoreo de transmisiones de radio para propósitos estadísticos
- Audible Magic: Es un programa que reside en servidores y funciona a modo de proxy monitorizando los datos que pasan por el mismo. El programa incorpora un avanzado sistema de identificación basado en contenidos, bautizado con el nombre de CBID (Content Based Identification). Actualmente su sistema de fingerprinting es capaz de reconocer hasta 3,5 millones de canciones, aunque posee una alta escalabilidad que le permite crecer con el tiempo. Por el momento el programa tan solo es capaz de identificar archivos MP3, aunque sus desarrolladores creen que una próxima versión del mismo podrá impedir la libre descarga de archivos de un determinado tipo. "Audible Magic" actualmente está siendo probado en la Universidad estadounidense de Wyoming con buenos resultados y según parece la mitad del ancho de banda de la red universitaria es empleado por los estudiantes para el intercambio de archivos.
- BMAT Vericast: Es un sistema global de identificación de música que monitoriza millones de canciones en aproximadamente 2000 radios y televisiones de más de 50 países. La solución ofrece una identificación a tiempo real y reportes auditables basados en la huella digital o fingerprint del audio que es resistente a alteraciones de la señal como en un canal degradado o ruidoso, cuando la música se utilice de fondo, etc.
- Nielsen BDS (Nielsen Broadcast Data Systems): Es un programa para el seguimiento aéreo para la industria del entretenimiento. Nielsen BDS captura más de 100 millones de canciones anualmente de más de 1.600 estaciones de radio, radio satélites y canales de música por cable para más de 140 tiendas en los E.U. y 30 en Canadá. La información de Nielsen BDS es utilizada exclusivamente por Billboard y por R&R (Radio & Records) para la clasificación en la lista de hits de canciones en las emisoras.
- Muzicast: Provee información general de la música en radio y televisión, ofreciendo gráficas, seguimiento de títulos, análisis de estrategias de programación y canciones más vendidas. La información es actualizada en tiempo real.

### Filtros para P2P (Peer to peer)
- TRM: Es una tecnología de fingerprinting de la compañía Relatable®, que permite a los consumidores disfrutar de su música en diferentes formatos como MP3, CD quemados o dispositivos portables y al mismo tiempo permite que el servidor de música (Music Server Provider) monitoree la introducción y transferencia de música, con derechos de autor, en cualquier formato entre la comunidad de miembros.
- BayTSP’s Content Authentication Platform (CAP): Es un sistema que usa múltiples tecnologías de Fingerprinting y Watermarking para monitorear, y de esta manera prevenir, la copia ilegal de materiales con derechos de autor compartidos en Internet.

### Bases de datos para identificación y clasificación de contenido
- MusicBrainz: Recopila información sobre artistas, sus trabajos discográficos, y de las relaciones entre ellos. Para cada álbum son como mínimo almacenados el título, el nombre de las canciones y la longitud de cada una, adicionalmente se puede guardar el país y fecha de lanzamiento, y el ID del CD además de su fingerprinting.

### Sistemas de identificación y clasificación de contenido
Las siguientes tecnologías y productos comerciales identifican y clasifican el contenido de particulares piezas de audio aun si la señal de audio se ha sometido a cierto grado de modificación. Dentro de estas modificaciones se encuentran transformaciones lineales como cambios de nivel o limitación de ancho de banda, que son comunes en el caso de la radiodifusión y transformaciones no lineales como conversiones al formato MP3.
- MusicDNS es un servicio de fingerprinting acústico y un kit de desarrollo de software para estos fines, desarrollado por MusicIP. MusicDNS proporciona un método simple y fácil de usar para la identificación acústica de música digital y para la adquisición de metadata correcta. Con tecnología patentada de reconocimiento acústico, MusicDNS identifica consistentemente la misma grabación musical digital, sin tener en cuenta el idioma o el formato del archivo de audio. Y para mantener actualizada la base de datos, permite que el público en general pueda agregar datos de música por medio de un proceso muy simple.
- Gracenote: El programa Gracenote Mobile MusicID™, de la compañía de música digital Gracenote, usa un formato de fingerprinting y tecnología de búsqueda, combinado con la base de datos "Gracenote Global Media Database®", la cual es la base de datos de información de música más grande del mundo, para dar una solución robusta al problema de identificación musical.
- MusicTrace: La técnica aplicada por este software identifica el material de audio usando un método robusto de comparación y contenidos previamente registrados. Este sistema puede reconocer piezas de audio que están incompletas y en adición, puede reconocer entre varias versiones de una grabación de música; incluso puede distinguir entre varias grabaciones de una particular pieza de música clásica.

### Grupos de Investigación que trabajan en el tema y proyectos que tienen relacionados

#### Music technology group - Universidad Pompeu Fabra
El Music Technology Group (MTG) de la Universidad Pompeu Fabra de Barcelona y de su Instituto Audiovisual, es especializado en sonido y música por computador. Con más de 40 investigadores procedentes de diferentes disciplinas y complementarios, el MTG lleva a cabo investigaciones en temas como procesamiento y síntesis de sonido, análisis de contenido de la música, descripción y transformación; sistemas interactivos de música.

#### Yacast
El grupo opera en su propio centro de investigación, TEKANO. El equipo cuenta con más de diez ingenieros altamente capacitados y son especialistas en el desarrollo de las tecnologías avanzadas de multimedia: 
- Adquisición: De música, videos, texto
- Análisis: Reconocimiento, interpretación y estadística
- Consolidación: Almacenamiento y modelización
- Radiodifusión: Internet, streaming, web 3D, inalámbrico, televisión interactiva.

#### Nielsen media research
Este grupo de investigación trabaja en audio watermarking y en tecnologías de marcación de audio para identificación de canales y programas. En el ambiente digital estas tecnologías habilitan que los programas sean identificados. Este equipo también hace investigación en las áreas de reconocimiento facial, conteo y rastreo de personas y reconocimiento de voz. 

#### Signal and multimedia processing group
Es un grupo del departamento de ingeniería electrónica y de informática de la Universidad de Ryerson en Toronto, Canadá, que hace investigación en sistemas de comunicaciones, procesamiento de señales digitales, sistemas de comunicación móviles y wireless, telemedicina, procesamiento de señales multimedia y comunicaciones por computador.